# ズラタン・イブラヒモヴィッチ
ズラタン・イブラヒモヴィッチ（Zlatan Ibrahimović, スウェーデン語発音: [ˈslaːtan ɪbraˈhiːmɔvɪtɕ], ボスニア語発音: [zlǎtan ibraxǐːmoʋit͡ɕ], 1981年10月3日 - ）は、スウェーデン・マルメ出身の元サッカー選手。元スウェーデン代表。現役時代のポジションはFW。現在はACミランでシニアアドバイザーを務める。

## 概要
エールディヴィジ、セリエA、ラ・リーガ、リーグ・アンと4か国でリーグ優勝を経験しており、通算5度の得点王を獲得した史上最高のストライカーの1人である。さらにスウェーデン代表の最多得点記録保持者（62得点）であり、セリエA最年長得点記録保持者（41歳5か月15日）でもある。また、2000年以降ではリオネル・メッシ、クリスティアーノ・ロナウドに次いで、キャリア通算500ゴールを達成した史上3人目の選手である。
とあるインタビューでは自身を「神」と称するなど、数々の強気な発言や言動、それに伴う圧倒的な実績から世界中でカルト的人気を誇る。

## 経歴

### 生い立ち～マルメ
レンガ職人やアパートの管理人をしていたボスニア人の父セフィクと掃除婦をしていたクロアチア人の母ユルカのもと、マルメ市のスウェーデン人よりも移民が多い貧しい地区であるローセンゴードで生まれ育った。姉3人、兄1人、弟1人がいる6人兄弟で、このうち父親がズラタンと同じなのは3番目の姉のみであった。2歳になるよりも前に両親は離婚し、当初は他の兄弟とともに母親のもとで暮らしていたが、9歳の頃から父親と一緒に住むようになった。兄からプレゼントしてもらった自転車を盗まれたことを機に自身も自転車泥棒や万引きに手を染め（ただし、物が欲しかったというよりスリルを味わいたかった）、何度か警察に捕まったこともあった。
6歳のときに初めてマルメ・ボール・スポーツ・アソシエイション（MBI）というクラブに所属し、その後いくつかのクラブを転々とし、その頃に出会った仲間のひとりに、後にスウェーデンの世代別代表に選出されるトニー・フリガレがいた。13歳のときに父親の勧めでマルメのトライアウトを受け、下部組織に入団。幼馴染のフリガレもマルメに所属していた。マルメのユースチームで傑出していたのはフリガレで当時まだ小柄で細身であったイブラヒモヴィッチはロナウドに憧れドリブルやトリッキーなプレイの練習に明け暮れていた。
1999シーズン、マルメは降格の危機に陥り、財政的な事情から即戦力選手の補強も難しく、ユースチームから有望な選手をトップチームに昇格させていた。フリガレが真っ先に召集されたが、イブラヒモヴィッチにはなかなか声がかからず、U-20チームでプレイしていた。ある日の試合後、トップチームの監督であったローランド・アンデションから呼び出され、トップチームへの昇格を伝えられた。自身は途中出場ながら出場機会を増やしていったが、マルメは64年ぶりに2部リーグに降格。スポーツ・ダイレクターを務めていたハッセ・ボリの説得で降格したマルメに残留し、迎えた2000シーズン、徐々にチーム内での序列を上げ、最終的には主力としてチーム最多の12ゴールを挙げ、1シーズンでのアルスヴェンスカン復帰に貢献。大きく評価を挙げ、海外クラブのスカウトからも注目される存在となった。

### アヤックス
この活躍を見たアヤックス・アムステルダムやアーセナルなどのビッグクラブがイブラヒモヴィッチ獲得に乗り出し、特にアーセナルはアーセン・ヴェンゲル監督が自ら背番号9番を保証するなど懸命に獲得を試みたが、2001年7月1日に10代の選手としては破格の、そしてクラブ史上最高額の780万ユーロ（約10億2200万円）の移籍金を提示したアヤックスに移籍した。この移籍金（8,500万クローノル）は、ヨン・カリュー（7,000万クローノル）を超える当時のスカンディナヴィア記録でもあった。一方で年俸は「月給で160,000クローノル。現在の4倍だ。すごい金額だぞ」とボリから聞かされており、当初はイブラヒモヴィッチも納得していたが、実際に移籍してみるとアヤックスでは最も低い額であったことがわかり、「クラブの利益だけを考えていたハッセは移籍金を吊り上げる代わりに給与を低く抑える契約を交わし、まだ世間知らずの10代の青年であった自分は騙された」と述懐している。
そのアヤックスでかつてマルコ・ファン・バステンやパトリック・クライファート、ヌワンコ・カヌなどが背負った背番号9を受け継いだ。ファン・バステンはユースチームのアシスタントコーチを務めていた時期で、練習場で頻繁に会う機会があり、アドバイスを受けることもあった。2001-02シーズンのオランダカップ決勝で決勝ゴールを決めるなど徐々にチームの主力となった。2002-03シーズンもUEFAチャンピオンズリーグで5得点、エールディヴィジで13得点を挙げ、レギュラーの座を不動のものとした。翌シーズンは足の故障のため3か月欠場するが、復帰後は16試合13得点を記録し、エールディヴィジ優勝に貢献。

### ユヴェントス～インテル

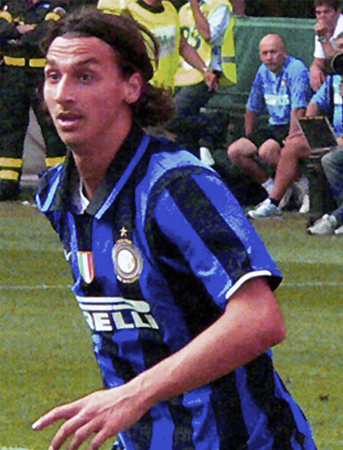
インテル時代のイブラヒモヴィッチ

2004年9月1日、移籍金1600万ユーロでユヴェントスに移籍した。当初は、アレッサンドロ・デル・ピエロ、ダビド・トレゼゲに次ぐ3番手のFWと目されていたが、2004-05シーズンのセリエA開幕戦ブレシア戦でデビューし、早速ゴールを挙げると、トレゼゲやデル・ピエロの故障もあって、カペッロ監督の信頼を得始める。彼らの復帰後もユヴェントスフォワード陣の柱となり、最終的に35試合16点の成績を挙げ、ACミランからのセリエA王座奪回（2006年のカルチョ・スキャンダルにより、優勝は剥奪されている）に貢献した。2005-06シーズンも2トップの一角として、ユヴェントスのセリエA首位独走に貢献した。2006-07シーズンからは、ユヴェントスの審判操作疑惑によるチームのセリエB降格の影響により、ACミランへの移籍も噂されたが、2006年8月10日に2480万ユーロ（約36億円）の移籍金でユヴェントスのライバルであるインテルナツィオナーレ・ミラノへの移籍が発表された。
2006-07シーズンはセリエA初年度の16ゴールには及ばなかったものの15ゴールを記録し、インテルの15度目のスクデットに貢献した。しかし、セリエAにおける活躍に対してチャンピオンズリーグでは無得点で、ベスト16で敗退した。
2007-08シーズンは右膝の怪我に悩まされたものの、セリエAで17ゴールを記録しインテルの16度目のスクデットに貢献した。特にセリエA最終節のパルマ戦では後半途中から投入されると2ゴールを奪い、この活躍でインテルは勝利。スクデット獲得を決めた。チャンピオンズリーグのグループリーグでは5ゴールを記録するも決勝トーナメント1回戦のリヴァプール戦では無得点に終わり、チームはまたしてもベスト16で敗退した。
2008-09シーズンはチャンピオンズリーグではわずか1ゴールに終わりチームも3度ベスト16で敗退するも、セリエAでは得点を量産し、インテルのセリエA4連覇に貢献。25ゴールを記録し、セリエA得点王に輝いた。

### FCバルセロナ

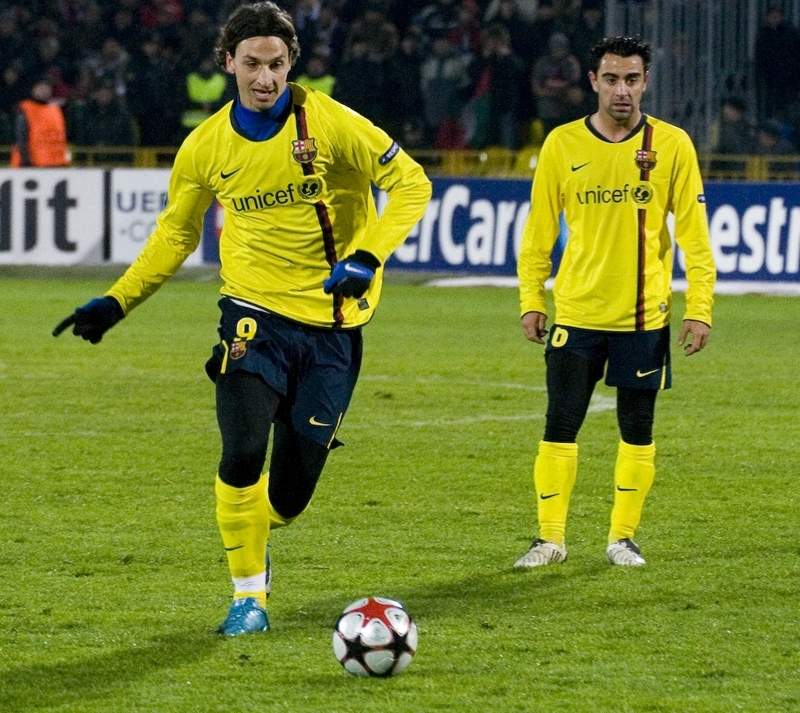
バルセロナでプレーするイブラヒモヴィッチ（左）

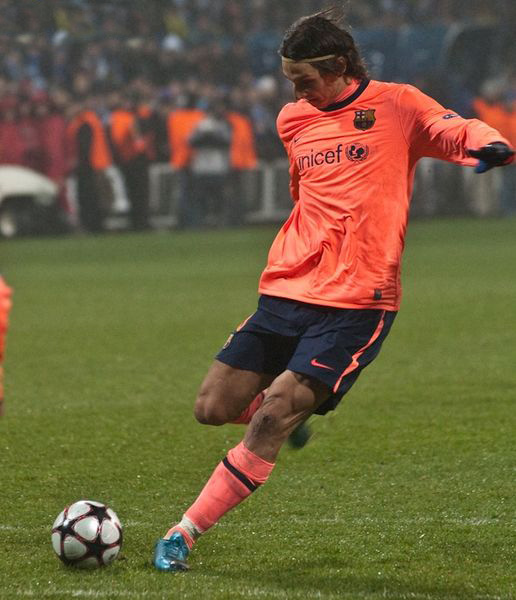
バルセロナ時代のイブラヒモヴィッチ

2008-09シーズン終了後、「セリエAでやることはもうない」という発言から移籍が噂されたが、クラブや自身も残留を明言。新シーズンの背番号が10に決定するなどインテルに残留すると思われたが、2009年7月27日、サミュエル・エトー＋移籍金4600万ユーロとのトレードでFCバルセロナへ移籍。5年契約で、背番号はエトーが付けていた9番。
2009-10シーズン、バルサのスタイルに馴染めるかどうかが不安視されていたが日を追うごとに周囲の選手との連係を高め、リーガ開幕戦のスポルティング・ヒホン戦では早速ゴールを決めた。その後も順調にゴールを重ね、移籍初年度選手の開幕から5戦連続ゴールというバルサのクラブ記録を打ち立て、自身初のエル・クラシコでは後半からアンリに代わって出場し、ダニエウ・アウヴェスからの絶妙なクロスに走り込み、ボレーシュートを放ち決勝点となった。しかし、シーズン後半は怪我によるコンディションの不調から徐々に調子を落とし、終盤にはベンチスタートも多くなった。最終的には29試合に出場し16ゴールをマークしたが、期待に100%応えたとは言い難い出来だった。のちにグアルディオラ監督との確執があったと語っている。だが後に自伝で、「あのクラブで確執があった人間は居ない。あんな上手な連中とサッカーが出来たから俺にとってはそれは難しい事ではない」とグアルディオラ監督とのこととは分けて語っている。

### ACミラン

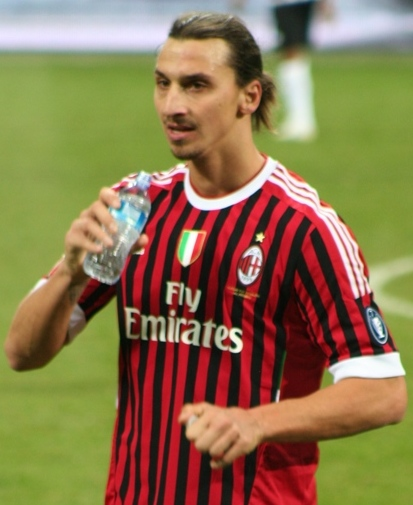
ミラン時代のイブラヒモヴィッチ

2010年8月28日にACミランへレンタル移籍。わずか1年でのセリエA復帰となった。なお、翌年には移籍金2400万ユーロで完全移籍となるオプションが付く。背番号は11番。2010-11シーズン、入団1年目のミランでも不動の存在となり、リーグ戦14得点を記録。インテルに5連覇を許すなど、長く不振に喘いでいたミランに7季ぶりとなるスクデットをもたらした。一方、チャンピオンズリーグでは決勝トーナメント1回戦にトッテナム・ホットスパーに敗れ、ベスト16敗退となった。
ミランが買取オプションを行使し、完全移籍を果たす。2011-12シーズンはシーズンを通じて好調を維持し、エースとしてチームを牽引。チャンピオンズリーグでは準々決勝でバルセロナに敗れ、ベスト8で敗退となったが、リーグ戦では自己最多の28ゴールを記録して自身2度目のセリエA得点王を獲得した。またともに自己最多となる公式戦合計35得点、15アシストを記録した。しかし、チームはユヴェントスとの優勝争いに敗れ、スクデット連覇を逃す。これにより、アヤックス時代から続いていた自身の国内リーグ連続優勝記録が8年で途切れた。

### パリ・サンジェルマン

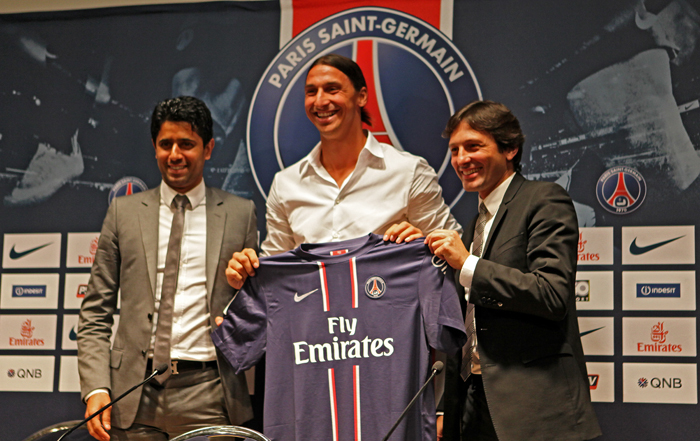
パリ・サンジェルマンで入団会見するイブラヒモヴィッチ

2012年7月18日、パリ・サンジェルマンへ3年契約の移籍金2300万ユーロで移籍した。10月18日にはゴールデンフット賞を受賞した。入団当初は背番号は18番であったが、10番を着けていたMFネネがシーズン中に退団したこともあり、シーズン途中からは背番号を10番に変更。パリ・サンジェルマンでもゴールを量産し、30得点を挙げる活躍を見せリーグ・アン得点王に輝き最優秀選手賞も受賞するなど、パリ・サンジェルマンの19シーズンぶりのリーグ優勝に大きく貢献した。2015年3月15日のボルドー戦で判定に不満を持ち、「このクソみたいな国はPSGに相応しくない。」と発言した事が問題視され、クラブ公式サイトで謝罪したものの4試合の出場停止処分を受けた。その後、3試合の出場停止処分に軽減された。2015年10月4日に行われたマルセイユ戦で自身が獲得した2本のPKを決め、クラブの通算得点記録を更新した。2016年、5月13日に本人のTwitterで「オレは王としてやって来て、伝説として去る（I came like a king, left like a legend）」という言葉とともに今シーズン限りでパリ・サンジェルマンを退団することが発表された。

### マンチェスター・ユナイテッド
2016年6月30日、本人のTwitterでマンチェスター・ユナイテッド行きを発表。インテル時代の恩師、ジョゼ・モウリーニョと再会することになる。イブラヒモヴィッチ自身はこの移籍を、実現しないと言われていたが実現したという意味でフロイド・メイウェザー対マニー・パッキャオの「夢の対戦」と同じだと語った。背番号は、アヤックス、バルセロナ時代と同じ9番に決定した。2017年2月5日、プレミアリーグのレスター・シティ戦でシーズン15点目を決めて、リーグ最年長記録となる”35歳で15得点”を記録した。2月16日のヨーロッパリーグのラウンド32、サンティティエンヌ戦でマンチェスター・ユナイテッドでは初のハットトリックを達成した。しかし、4月20日のヨーロッパリーグ準々決勝のアンデルレヒト戦で膝を負傷し途中交代。診断の結果右膝前十字靭帯損傷と判明し手術を行った。負傷の影響で契約延長のオプションは消え、マンチェスター・ユナイテッドとの契約は満了した。
8月24日、マンチェスター・ユナイテッドは新たに1年契約を結んだことを発表した。また、10番のユニホームを着用することも併せて発表された。11月18日のリーグ戦第12節・ニューカッスル・ユナイテッド戦に途中出場し、7か月という早さで復帰を果たした。11月22日、UEFAチャンピオンズリーグのFCバーゼル戦に途中出場。この出場により史上最多となる7つ目のクラブでのCL出場を果たした。
2018年3月22日、マンチェスター・ユナイテッドはイブラヒモヴィッチの契約即時解除に合意したことを発表した。

### LAギャラクシー

LAギャラクシー時代

2018年3月23日、ロサンゼルス・ギャラクシーに加入することが発表された。背番号は9番に決定。3月31日、ロサンゼルスFC戦に途中出場しMLSデビューを果たすと、ゴールから約35メートルの距離からロングシュートで移籍後初ゴールを挙げた。7月30日、オーランド・シティ戦でMLS移籍後初のハットトリックを達成した。移籍初年度の2018年シーズンは27試合で20得点を記録し、年間ベストイレブンに選出され、さらにMLS新人賞にも選出された。12月18日、LAギャラクシーと1年間の契約を締結した。
2019年6月にMLS所属選手の年俸額が公表され、イブラヒモヴィッチの年俸額はMLS史上最高額の720万ドルであった。9月15日、スポルティング・カンザスシティ戦でハットトリックを達成し、このシーズンのリーグ戦得点数を26得点とし、クラブのシーズン最多得点記録を更新した。

### ACミラン（第二期）
2019年12月27日、ACミランに加入することが発表された。背番号は21番。2019-20シーズン終了までの契約で、1年間の延長オプションが付随する。2020年1月6日、セリエA第18節のサンプドリア戦でベンチ入りすると、後半にクシシュトフ・ピョンテクとの交代で途中出場し、ミラン復帰後初出場を果たした。1月11日、カリアリ戦でミラン復帰後初ゴールを挙げた。1月19日、ウディネーゼ戦の勝利により、史上最速でセリエA通算150勝を達成した。2月9日、インテルとのミラノダービーではアンテ・レビッチのゴールをアシストすると共に自身もゴールを決め、ミラノダービー最年長得点者（38歳129日）となったが、試合は2-4と敗れた。8月1日第38節のカリアリ戦にてリーグ戦10ゴール目を決め、セリエA二桁ゴール史上最年長記録（38歳302日）を更新した。
2020年8月31日、クラブと1年間の新契約を締結したことを発表した。10月17日、インテルとのミラノダービーにおいて2ゴールを決め、自身の記録であるミラノダービー最年長得点者（39歳14日）を更新、試合はアウェーであったが2-1と勝利した。11月22日、ナポリ戦において2ゴールを決め、セリエA第8節までに10ゴールを奪った最年長選手（39歳）になった。2021年2月7日、クロトーネ戦において2ゴールを決め、クラブキャリア通算500ゴールを達成した。2021年4月22日、クラブとの契約を2022年6月30日まで延長した。
2021年10月31日、ローマ戦において1ゴールを決め、リーグ戦キャリア通算400ゴールを達成した。11月20日、フィオレンティーナ戦においてリーグ歴代最年長（40歳48日）ドッピエッタ（2得点）記録を塗り替えた。12月11日、ウディネーゼ戦において1ゴールを決め、欧州5大リーグ300ゴールを達成した。2022年4月25日、ラツィオ戦においてリーグ最年長アシスト（40歳6カ月21日）記録を更新した。5月23日、公約どおりACミランを頂点に導き、スクデットを獲得した。5月25日に手術（外側支持機構の補強と半月板の修繕とともに、前十字靭帯の再建を通して関節の不安定性を改善するための関節鏡術）を受け、7カ月から8カ月程度の長期離脱を強いられることを発表。
2022年7月18日、ACミランはイブラヒモヴィッチとの契約を2023年6月30日まで更新した。2023年2月26日に行われた第24節のアタランタ戦で後半から途中出場、約9ヶ月ぶりの復帰となった。また、この試合でミランのフィールドプレーヤーによるセリエA歴代最年長記録を更新（41歳4カ月23日）。OBのコスタクルタ氏が保持していた「41歳25日」を塗り替えた。チームは2-0で勝利を収めた。2023年3月18日、第27節ウディネーゼ戦においてスタメン出場、リーグ最年長ゴール（41歳5カ月15日）記録を更新した。
2023年6月4日、リーグ最終節エラス・ヴェローナ戦の試合後、自らの退団セレモニーのスピーチにて現役引退を表明、サポーターに挨拶をした。

## 代表経歴
代表デビューは2001年1月31日のフェロー諸島戦である。2002年日韓W杯の最終メンバーにも20歳の若さで選出されたが、グループリーグのアルゼンチン戦と決勝トーナメント1回戦のセネガル戦の2試合30分の出場にとどまった。
EURO2004の本大会からレギュラーに定着すると、グループステージ第1節のブルガリア戦でPKを決め、続く第2節のイタリア戦ではゴールに背を向けたままジャンプしながら踵でループシュートを決め、チームをグループステージ突破に導いた。準々決勝のオランダ戦、PK戦にもつれ込んだこの試合で3番目のキッカーとして登場するが、これを外し、オランダに敗れた。
2006年ドイツW杯欧州予選でも8試合8得点を記録し、スウェーデン代表として本大会への切符を手にした。しかし本大会では精彩を欠き、グループリーグ途中からベテランのマルクス・アルベックにスタメンの座を奪われるなど無得点に終わる。チームも開催国・ドイツに敗れベスト16にとどまった。2006年9月の欧州選手権予選期間中に「規律を守らなかった」としてクリスティアン・ヴィルヘルムソン、オロフ・メルベリらと共に同国代表を追放された。その後、二転三転あったものの、2007年3月の試合から代表復帰を果たした。

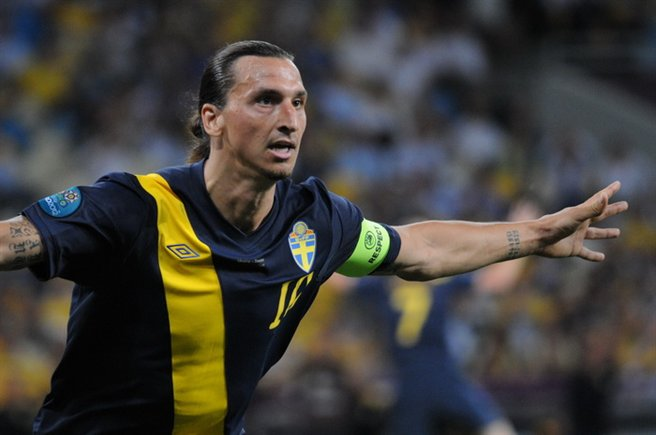
EURO2012のウクライナ戦でゴールを決めたイブラヒモヴィッチ

EURO2008ではグループリーグ第1戦のギリシャ戦で強烈なミドルシュートを決めた。このゴールはイブラヒモヴィッチの代表として実に2年8ヶ月ぶりのゴールとなった。試合はその後スウェーデンが追加点を決め2-0で前回大会王者であるギリシャを下した。第2戦のスペイン戦ではフェルナンド・トーレスに先制点を許すも自身の同点ゴールで試合を1-1とする。しかし後半ロスタイムにダビド・ビジャに決勝点を決められ、試合は1-2で敗れた。決勝トーナメント進出をかけて臨んだ第3戦のロシア戦ではフル出場するも不発に終わり、試合も0-2で敗れグループリーグ突破はならなかった。大会前からの自身の右膝の怪我もあり、不本意な結果で本大会を終えた。
2010年W杯欧州予選ではデンマークやポルトガルなどの強豪と同居したグループ1で3位に終わり、本大会出場はならなかった。2009年12月24日代表引退を表明。尚、「『しばらくの間』は代表でプレイしない」とも述べていた。2010 FIFAワールドカップ終了後に代表復帰を表明し、2010年8月11日のスコットランドとの親善試合に出場、決勝点を挙げた。
ヘンリク・ラーションの引退後は代表キャプテンに任命される。EURO2012予選では、フィンランド戦でハットトリックを達成するなどチーム最多の5ゴールを決め、スウェーデンの4大会連続となるEURO本戦出場に貢献した。迎えたEURO2012本戦、グループリーグ第1戦の開催国ウクライナ戦では先制ゴールをマークしたが、アンドリー・シェフチェンコに立て続けにゴールを許し、チームは1-2で敗戦。第2戦のイングランド戦でも2-3で敗れ、2戦連続で逆転負けを喫した。すでにスウェーデンのグループリーグ敗退が決定した中で迎えた第3戦のフランス戦であったが、この試合で先制点となる豪快なボレーシュートを叩き込み、2-0でのスウェーデンの大会初勝利に貢献した。こうした活躍もあり、イブラヒモヴィッチはUEFA選定の大会優秀選手23名に選ばれた。
チームの早期敗退に落胆した様子であったが、2014 FIFAワールドカップを目指して代表でのプレー続行を明言。2012年11月14日のイングランドとの親善試合では先制点を挙げフレンズ・アレーナの初ゴールを挙げると、4得点を挙げる活躍で勝利に貢献。特に4点目のゴールから25～30mの位置からのバイシクル・キックはイブラヒモヴィッチ自身がキャリアベストゴールと認めるだけでなく、チームメイトや相手チームからも賞賛を集め、2014年1月には年間最優秀ゴールを決めるFIFAプスカシュ賞を受賞した。
2014年9月4日のエストニアとの親善試合で2得点を挙げ、代表通算50得点を達成。これによりスウェーデン代表の通算得点記録を82年ぶりに更新し、歴代単独トップとなった。9月8日のUEFA EURO 2016予選、オーストリア戦で代表通算100試合出場を達成した。
2015年11月14日、デンマークをホームに迎えたUEFA EURO 2016予選プレーオフ第1戦ではPKから決勝点をあげた。2015年11月17日に行われたプレーオフ第2戦では2得点でチームを本大会出場へ導いた。
UEFA EURO 2016大会期間中に、同大会を最後にスウェーデン代表から引退することを表明。EURO後にリオデジャネイロオリンピックにオーバーエイジ枠で出場する噂についても否定した。2016年6月22日のUEFA EURO 2016グループリーグ第3戦のベルギー戦に敗れたことでスウェーデン代表の敗退が決定、同試合が代表最終戦となった。
2021年3月16日、月末のインターナショナルウィークに向けてスウェーデン代表から招集の事前通知が届いたとの報道後、招集メンバー発表に5年ぶりに名を連ね、スウェーデン代表に復帰した。3月25日ワールドカップ欧州予選グルジア戦に先発すると、この試合唯一のゴールをアシストするなどのインパクトを残した。試合は1-0で勝利した。しかしその後の怪我によりEURO 2020のメンバー入りを逃した。
2023年3月にEURO2024に向けた代表に召集された。昨年3月以来の約1年ぶりの復帰となった。

## プレースタイル
キャリアの前半はテクニックとフィジカル、推進力を併せ持ったドリブラーとして頭角を現した。年齢を重ねてゆくにつれてペナルティエリア内で真価を発揮するボックスストライカーへと変貌を遂げた。
右利きであるが、左利きまたは両利きと見間違えるほど、左右両足でゴールを狙う強力な得点力かつ正確なボールコントロールを持つストライカーである。ペナルティキックやセットプレーの状況からもその正確さは群を抜いており、足元のテクニックと抜群のフィジカルを兼ね備えている。195 cmと身長を活かした空中戦に強いうえに、足元のボールコントロールも正確で、堅実なポストプレーもできる万能型アタッカーである。
身体能力が高いことと幼少期から習っているテコンドーの影響からアクロバティックなシュートも得意としており、2012年に行われたイングランドとスウェーデンの親善試合でイブラはゴールから約34 m離れたところからバイシクルキックでゴールを決めた。このゴールは2013年FIFAプスカシュ賞に選ばれた。

## エピソード

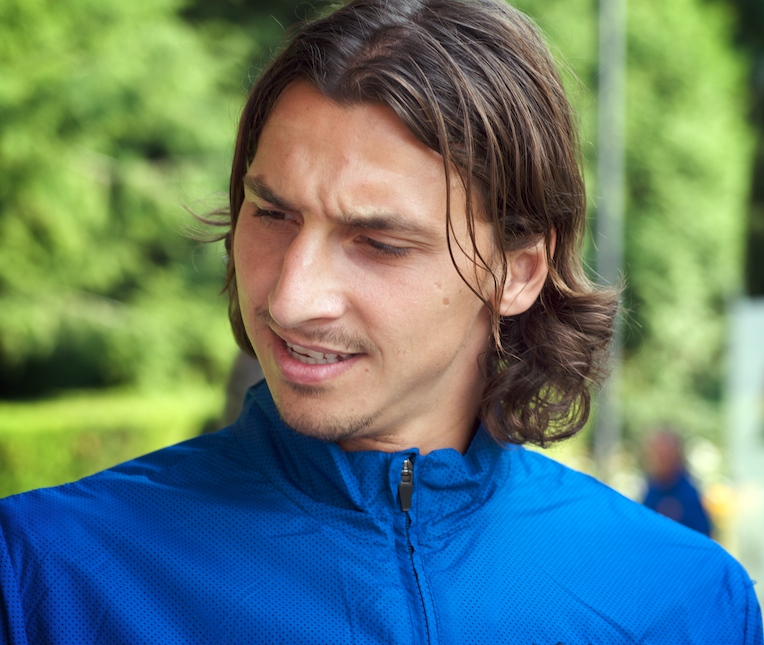
サインに応じるイブラヒモヴィッチ

- 語学が堪能であり母国語であるスウェーデン語に加えて、英語、イタリア語、スペイン語、フランス語、セルビア・クロアチア語が話せるマルチリンガルである[94]。
- 幼少期からテコンドーを習っており、黒帯も取得している[95]。高いボールをアクロバティックにミートするキックの柔軟性はテコンドーによって養われた[96]。
- ともにプレーした中で最高の選手は、ユヴェントス・インテル時代のチームメイトであったパトリック・ヴィエラであると述べている[97]。
- 自身の自伝の中で、バルセロナ時代に自身を冷遇し、軋轢が囁かれた当時の監督ジョゼップ・グアルディオラを酷評しているが[98]、10-11シーズンに同クラブがリーグ優勝・UEFAチャンピオンズリーグ優勝した際に2011年のバロンドールにおいて、代表キャプテンとして監督賞にグアルディオラ、選手賞としてリオネル・メッシに票を投じている。
- スウェーデン語の辞書に"zlatanera"（支配する）という彼にちなんだ造語が新語として正式に登録された[99]。
- 2013年12月頃「女子サッカー選手の個人的偉業には、俺のサイン入り自転車をやるよ!」と発言したが、単なる「イブラ節」による放言ではなく日本女子サッカーリーグにおける相次ぐスポンサー撤退や観客数減少からも分かるような、男子サッカーと女子サッカーの格差を示唆するものとして話題となった[100]。
- 2014年、アメリカの経済誌フォーブスは世界のアスリートの年収を公表した。イブラヒモヴィッチの年収は4040万ドル（約41億円）であり、世界のアスリートの中で12位。サッカー選手の中ではクリスティアーノ・ロナウド、リオネル・メッシに次ぐ3位[101]。
- ウイニングイレブンのファンであることで知られ、プレイする際には自身のキャラクターを使用することでも有名。
- アヤックス、インテル、バルセロナ、PSGの4クラブで共にプレーしているマクスウェルとは親友だと述べており、家族ぐるみでのつきあいがあるという[102]。アヤックスに移籍した直後、最初の給料が支払われるまで金欠状態で食料も買えず、3週間ほど居候させてもらったこともあり、自伝では「最高にエレガントなDF」と表現している[103]。
- 2015年6月、アメリカの経済誌フォーブスは最新の世界のアスリートの年収ランキングを発表した。イブラヒモヴィッチの年収は3910万ドル（約48億4000万円）であり、サッカー選手としては世界の3位にランクインした[104]。
- 2017年5月、ESPNは世界で最も有名なアスリート100人を発表し、26位に選出された。サッカー選手としては6位[105]。
- ユヴェントスに移籍してすぐにファビオ・カペッロ監督に「イブラ」と呼ばれ、それを聞いてチームメイトも「イブラ」と呼ぶようになった[106]。
- 2020年1月にACミランへ復帰時、彼の長男に利用可能な背番号を見せて、長男は21番を選択した[107]。
- イタリアのテレビ番組「C'e' posta per te」に出演し、ファンに自身の腕時計をプレゼントした[108]。
- 2019-20シーズン中に発生した新型コロナウイルスによるセリエA中断期間中、ファンドレイザーを立ち上げ、イタリアへの支援を表明した[109]。
- 彼の故郷マルメには彼の銅像が建てられている[110]。
- 2020年9月24日、自身が新型コロナウィルスに感染していた事が判明した[111][112]。
- 2020年11月19日、PlayStation 5をヨーロッパの発売日当日にミラン全選手へプレゼントした[113]。
- 20年間の現役生活において常に欧州のハイレベルなリーグでプレーしているため、21-22シーズンのUEFAチャンピオンズリーグに、今まで自身が欧州で所属した全8チームが出場するという珍事が発生した。
- 2022年5月23日、スクデット獲得した直後、ドレッシングルームにチームメイトを集め、祝賀会の幕開けとなる情熱的なスピーチを行い、テーブルをひっくり返す。選手たちは大喜びで祝杯をあげた[114][115]。
- 2022年12月12日、2022 FIFAワールドカップ大会ベスト4の時点で「メッシがトロフィー掲げる」と予想し見事に的中した[116][117][118]。

## 個人成績
| クラブ                       | シーズン | リーグ             | リーグ | リーグ | カップ | カップ | リーグカップ | リーグカップ | 国際大会 | 国際大会 | その他 | その他 | 通算 | 通算 |
| クラブ                       | シーズン | ディビジョン       | 出場   | 得点   | 出場   | 得点   | 出場         | 得点         | 出場     | 得点     | 出場   | 得点   | 出場 | 得点 |
| ---------------------------- | -------- | ------------------ | ------ | ------ | ------ | ------ | ------------ | ------------ | -------- | -------- | ------ | ------ | ---- | ---- |
| マルメ                       | 1999     | アルスヴェンスカン | 6      | 1      | —      | —      | —            | —            | —        | —        | —      | —      | 6    | 1    |
| マルメ                       | 2000     | スーペルエッタン   | 26     | 12     | 3      | 2      | —            | —            | —        | —        | —      | —      | 29   | 14   |
| マルメ                       | 2001     | アルスヴェンスカン | 8      | 3      | 4      | 0      | —            | —            | —        | —        | —      | —      | 12   | 3    |
| マルメ                       | 通算     | 通算               | 40     | 16     | 7      | 2      | —            | —            | —        | —        | —      | —      | 47   | 18   |
| アヤックス                   | 2001-02  | エールディヴィジ   | 24     | 6      | 3      | 1      | —            | —            | 6        | 2        | —      | —      | 33   | 9    |
| アヤックス                   | 2002-03  | エールディヴィジ   | 25     | 13     | 3      | 3      | —            | —            | 13       | 5        | 1      | 0      | 42   | 21   |
| アヤックス                   | 2003-04  | エールディヴィジ   | 22     | 13     | 1      | 0      | —            | —            | 8        | 2        | —      | —      | 31   | 15   |
| アヤックス                   | 2004-05  | エールディヴィジ   | 3      | 3      | —      | —      | —            | —            | —        | —        | 1      | 0      | 4    | 3    |
| アヤックス                   | 通算     | 通算               | 74     | 35     | 7      | 4      | 0            | 0            | 27       | 9        | 2      | 0      | 110  | 48   |
| ユヴェントス                 | 2004-05  | セリエA            | 35     | 16     | 0      | 0      | —            | —            | 10       | 0        | —      | —      | 45   | 16   |
| ユヴェントス                 | 2005-06  | セリエA            | 35     | 7      | 2      | 0      | —            | —            | 9        | 3        | 1      | 0      | 47   | 10   |
| ユヴェントス                 | 通算     | 通算               | 70     | 23     | 2      | 0      | 0            | 0            | 19       | 3        | 1      | 0      | 92   | 26   |
| インテル                     | 2006-07  | セリエA            | 27     | 15     | 1      | 0      | —            | —            | 7        | 0        | 1      | 0      | 36   | 5    |
| インテル                     | 2007-08  | セリエA            | 26     | 17     | 0      | 0      | —            | —            | 7        | 5        | 1      | 0      | 34   | 22   |
| インテル                     | 2008-09  | セリエA            | 35     | 25     | 3      | 3      | —            | —            | 8        | 1        | 1      | 0      | 47   | 29   |
| インテル                     | 通算     | 通算               | 88     | 57     | 4      | 3      | 0            | 0            | 22       | 6        | 3      | 0      | 117  | 66   |
| バルセロナ                   | 2009-10  | プリメーラ         | 29     | 16     | 2      | 1      | —            | —            | 10       | 4        | 4      | 0      | 45   | 21   |
| バルセロナ                   | 2010-11  | プリメーラ         | —      | —      | —      | —      | —            | —            | —        | —        | 1      | 1      | 1    | 1    |
| バルセロナ                   | 通算     | 通算               | 29     | 16     | 2      | 1      | 0            | 0            | 10       | 4        | 5      | 1      | 46   | 22   |
| ミラン (loan)                | 2010-11  | セリエA            | 29     | 14     | 4      | 3      | —            | —            | 8        | 4        | —      | —      | 41   | 21   |
| ミラン                       | 2011-12  | セリエA            | 32     | 28     | 3      | 1      | —            | —            | 8        | 5        | 1      | 1      | 44   | 35   |
| ミラン                       | 通算     | 通算               | 61     | 42     | 7      | 4      | 0            | 0            | 16       | 9        | 1      | 1      | 85   | 56   |
| パリ・サンジェルマン         | 2012-13  | リーグ・アン       | 34     | 30     | 2      | 2      | 1            | 0            | 9        | 3        | —      | —      | 46   | 35   |
| パリ・サンジェルマン         | 2013-14  | リーグ・アン       | 33     | 26     | 2      | 3      | 2            | 2            | 8        | 10       | 1      | 0      | 46   | 41   |
| パリ・サンジェルマン         | 2014-15  | リーグ・アン       | 24     | 19     | 3      | 4      | 3            | 3            | 6        | 2        | 1      | 2      | 37   | 30   |
| パリ・サンジェルマン         | 2015-16  | リーグ・アン       | 31     | 38     | 6      | 7      | 3            | 0            | 10       | 5        | 1      | 0      | 51   | 50   |
| パリ・サンジェルマン         | 通算     | 通算               | 122    | 113    | 13     | 16     | 9            | 5            | 33       | 20       | 3      | 2      | 180  | 156  |
| マンチェスター・ユナイテッド | 2016-17  | プレミアリーグ     | 28     | 17     | 1      | 1      | 5            | 4            | 11       | 5        | 1      | 1      | 46   | 28   |
| マンチェスター・ユナイテッド | 2017-18  | プレミアリーグ     | 5      | 0      | 0      | 0      | 1            | 1            | 1        | 0        | —      | —      | 7    | 1    |
| マンチェスター・ユナイテッド | 通算     | 通算               | 33     | 17     | 1      | 1      | 6            | 5            | 12       | 5        | 1      | 1      | 53   | 29   |
| ロサンゼルス・ギャラクシー   | 2018     | MLS                | 27     | 22     | 0      | 0      | —            | —            | —        | —        | —      | —      | 27   | 22   |
| ロサンゼルス・ギャラクシー   | 2019     | MLS                | 29     | 30     | 0      | 0      | —            | —            | —        | —        | 2      | 1      | 31   | 31   |
| ロサンゼルス・ギャラクシー   | 通算     | 通算               | 56     | 52     | 0      | 0      | 0            | 0            | 0        | 0        | 2      | 1      | 58   | 53   |
| ミラン                       | 2019-20  | セリエA            | 18     | 10     | 2      | 1      | —            | —            | —        | —        | —      | —      | 20   | 11   |
| ミラン                       | 2020-21  | セリエA            | 19     | 15     | 2      | 1      | —            | —            | 6        | 1        | —      | —      | 27   | 17   |
| ミラン                       | 2021-22  | セリエA            | 23     | 8      | 0      | 0      | —            | —            | 4        | 0        | —      | —      | 27   | 8    |
| ミラン                       | 2022-23  | セリエA            | 4      | 1      | 0      | 0      | —            | —            | 0        | 0        | —      | —      | 4    | 1    |
| ミラン                       | 通算     | 通算               | 64     | 34     | 4      | 2      | 0            | 0            | 10       | 1        | 0      | 0      | 78   | 37   |
| 総通算                       | 総通算   | 総通算             | 637    | 405    | 47     | 33     | 15           | 10           | 149      | 57       | 18     | 6      | 866  | 511  |

## 代表歴

### 出場大会
- スウェーデン代表
  - 2002 FIFAワールドカップ
  - 2006 FIFAワールドカップ

### 試合数
- 国際Aマッチ 122試合 62得点（2001年-2023年）[119]

| スウェーデン代表 | 国際Aマッチ | 国際Aマッチ |
| 年               | 出場        | 得点        |
| ---------------- | ----------- | ----------- |
| 2001             | 5           | 1           |
| 2002             | 10          | 2           |
| 2003             | 4           | 3           |
| 2004             | 12          | 8           |
| 2005             | 5           | 4           |
| 2006             | 6           | 0           |
| 2007             | 7           | 0           |
| 2008             | 7           | 2           |
| 2009             | 6           | 2           |
| 2010             | 4           | 3           |
| 2011             | 8           | 3           |
| 2012             | 11          | 11          |
| 2013             | 11          | 9           |
| 2014             | 5           | 3           |
| 2015             | 10          | 11          |
| 2016             | 5           | 0           |
| 2021             | 4           | 0           |
| 2022             | 1           | 0           |
| 2023             | 1           | 0           |
| 通算             | 122         | 62          |

### 得点
| #  | 開催日         | 開催地                                                 | 対戦国             | スコア | 結果 | 大会                                  |
| -- | -------------- | ------------------------------------------------------ | ------------------ | ------ | ---- | ------------------------------------- |
| 1  | 2001年10月7日  | ソルナ、ロースンダ・スタディオン                       | アゼルバイジャン   | 3–0    | 3–0  | 2002 FIFAワールドカップ予選           |
| 2  | 2002年8月21日  | モスクワ、ロコモティフ・スタジアム                     | ロシア             | 1–1    | 1–1  | 親善試合                              |
| 3  | 2002年10月12日 | ソルナ、ロースンダ・スタディオン                       | ハンガリー         | 1–1    | 1–1  | UEFA EURO 2004予選                    |
| 4  | 2003年4月30日  | ソルナ、ロースンダ・スタディオン                       | クロアチア         | 1–1    | 1–2  | 親善試合                              |
| 5  | 2003年9月6日   | ヨーテボリ、ウッレヴィ                                 | サンマリノ         | 3–0    | 5–0  | UEFA EURO 2004予選                    |
| 6  | 2003年9月6日   | ヨーテボリ、ウッレヴィ                                 | サンマリノ         | 5–0    | 5–0  | UEFA EURO 2004予選                    |
| 7  | 2004年3月31日  | ヨーテボリ、ウッレヴィ                                 | イングランド       | 1–0    | 1–0  | 親善試合                              |
| 8  | 2004年6月14日  | リスボン、エスタディオ・ジョゼ・アルヴァラーデ         | ブルガリア         | 4–0    | 5–0  | UEFA EURO 2004                        |
| 9  | 2004年6月18日  | ポルト、エスタディオ・ド・ドラゴン                     | イタリア           | 1–1    | 1–1  | UEFA EURO 2004                        |
| 10 | 2004年8月18日  | ソルナ、ロースンダ・スタディオン                       | オランダ           | 2–2    | 2–2  | 親善試合                              |
| 11 | 2004年9月4日   | タカリ、タァリ・ナショナル・スタジアム                 | マルタ             | 0–1    | 0–7  | 2006 FIFAワールドカップ予選           |
| 12 | 2004年9月4日   | タカリ、タァリ・ナショナル・スタジアム                 | マルタ             | 0–2    | 0–7  | 2006 FIFAワールドカップ予選           |
| 13 | 2004年9月4日   | タカリ、タァリ・ナショナル・スタジアム                 | マルタ             | 0–3    | 0–7  | 2006 FIFAワールドカップ予選           |
| 14 | 2004年9月4日   | タカリ、タァリ・ナショナル・スタジアム                 | マルタ             | 0–5    | 0–7  | 2006 FIFAワールドカップ予選           |
| 15 | 2005年6月4日   | ヨーテボリ、ウッレヴィ                                 | マルタ             | 4–0    | 6–0  | 2006 FIFAワールドカップ予選           |
| 16 | 2005年9月4日   | ソルナ、ロースンダ・スタディオン                       | ブルガリア         | 3–0    | 3–0  | 2006 FIFAワールドカップ予選           |
| 17 | 2004年9月7日   | ブダペスト、プシュカーシュ・フェレンツ・シュタディオン | ハンガリー         | 0–1    | 0–1  | 2006 FIFAワールドカップ予選           |
| 18 | 2005年10月12日 | ソルナ、ロースンダ・スタディオン                       | アイスランド       | 1–1    | 3–1  | 2006 FIFAワールドカップ予選           |
| 19 | 2008年6月10日  | ザルツブルク、レッドブル・アレーナ                     | ギリシャ           | 0–1    | 0–2  | UEFA EURO 2008                        |
| 20 | 2008年6月14日  | インスブルック、ティヴォリ・シュターディオン           | スペイン           | 1–1    | 1–2  | UEFA EURO 2008                        |
| 21 | 2009年6月10日  | ヨーテボリ、ウッレヴィ                                 | マルタ             | 3–0    | 4–0  | 2010 FIFAワールドカップ予選           |
| 22 | 2009年9月5日   | ブダペスト、プシュカーシュ・フェレンツ・シュタディオン | ハンガリー         | 1–2    | 1–2  | 2010 FIFAワールドカップ予選           |
| 23 | 2010年8月11日  | ソルナ、ロースンダ・スタディオン                       | スコットランド     | 1–0    | 3–0  | 親善試合                              |
| 24 | 2010年9月7日   | マルメ、スウェドバンク・スタディオン                   | サンマリノ         | 1–0    | 6–0  | UEFA EURO 2012予選                    |
| 25 | 2010年9月7日   | マルメ、スウェドバンク・スタディオン                   | サンマリノ         | 5–0    | 6–0  | UEFA EURO 2012予選                    |
| 26 | 2011年6月7日   | ソルナ、ロースンダ・スタディオン                       | フィンランド       | 2–0    | 5–0  | UEFA EURO 2012予選                    |
| 27 | 2011年6月7日   | ソルナ、ロースンダ・スタディオン                       | フィンランド       | 3–0    | 5–0  | UEFA EURO 2012予選                    |
| 28 | 2011年6月7日   | ソルナ、ロースンダ・スタディオン                       | フィンランド       | 4–0    | 5–0  | UEFA EURO 2012予選                    |
| 29 | 2012年2月29日  | ザグレブ、スタディオン・マクシミール                   | クロアチア         | 0–1    | 1–3  | 親善試合                              |
| 30 | 2012年5月30日  | ヨーテボリ、ウッレヴィ                                 | アイスランド       | 1–0    | 3–2  | 親善試合                              |
| 31 | 2012年6月5日   | ソルナ、ロースンダ・スタディオン                       | セルビア           | 2–1    | 2–1  | 親善試合                              |
| 32 | 2012年6月11日  | キエフ、オリンピスキ・スタジアム                       | ウクライナ         | 0–1    | 2–1  | UEFA EURO 2012                        |
| 33 | 2012年6月19日  | キエフ、オリンピスキ・スタジアム                       | フランス           | 1–0    | 2–0  | UEFA EURO 2012                        |
| 34 | 2012年10月12日 | トースハウン、トースヴェリュール                       | フェロー諸島       | 1–2    | 1–2  | 2014 FIFAワールドカップ予選           |
| 35 | 2012年10月16日 | ベルリン、ベルリン・オリンピアシュタディオン           | ドイツ             | 4–1    | 4–4  | 2014 FIFAワールドカップ予選           |
| 36 | 2012年11月14日 | ソルナ、フレンズ・アレーナ                             | イングランド       | 1–0    | 4–2  | 親善試合                              |
| 37 | 2012年11月14日 | ソルナ、フレンズ・アレーナ                             | イングランド       | 2–2    | 4–2  | 親善試合                              |
| 38 | 2012年11月14日 | ソルナ、フレンズ・アレーナ                             | イングランド       | 3–2    | 4–2  | 親善試合                              |
| 39 | 2012年11月14日 | ソルナ、フレンズ・アレーナ                             | イングランド       | 4–2    | 4–2  | 親善試合                              |
| 40 | 2013年6月11日  | ソルナ、フレンズ・アレーナ                             | フェロー諸島       | 1–0    | 2–0  | 2014 FIFAワールドカップ予選           |
| 41 | 2013年6月11日  | ソルナ、フレンズ・アレーナ                             | フェロー諸島       | 2–0    | 2–0  | 2014 FIFAワールドカップ予選           |
| 42 | 2013年8月14日  | ソルナ、ロースンダ・スタディオン                       | ノルウェー         | 1–0    | 4–2  | 親善試合                              |
| 43 | 2013年8月14日  | ソルナ、ロースンダ・スタディオン                       | ノルウェー         | 2–0    | 4–2  | 親善試合                              |
| 44 | 2013年8月14日  | ソルナ、ロースンダ・スタディオン                       | ノルウェー         | 3–2    | 4–2  | 親善試合                              |
| 45 | 2013年9月10日  | アスタナ、アスタナ・アリーナ                           | カザフスタン       | 0–1    | 0–1  | 2014 FIFAワールドカップ予選           |
| 46 | 2013年10月11日 | ソルナ、フレンズ・アレーナ                             | カザフスタン       | 2–1    | 2–1  | 2014 FIFAワールドカップ予選           |
| 47 | 2013年11月19日 | ソルナ、フレンズ・アレーナ                             | ポルトガル         | 1–1    | 2–3  | 2014 FIFAワールドカップ予選プレーオフ |
| 48 | 2013年11月19日 | ソルナ、フレンズ・アレーナ                             | ポルトガル         | 2–1    | 2–3  | 2014 FIFAワールドカップ予選プレーオフ |
| 49 | 2014年9月4日   | ソルナ、フレンズ・アレーナ                             | エストニア         | 1–0    | 2–0  | 親善試合                              |
| 50 | 2014年9月4日   | ソルナ、フレンズ・アレーナ                             | エストニア         | 2–0    | 2–0  | 親善試合                              |
| 51 | 2014年11月15日 | ポドゴリツァ、スタディオン・ポド・ゴリツォム           | モンテネグロ       | 0–1    | 1–1  | UEFA EURO 2016予選                    |
| 52 | 2015年3月27日  | キシナウ、スタディオヌル・モルドバ                     | モルドバ           | 0–1    | 0–2  | UEFA EURO 2016予選                    |
| 53 | 2015年3月27日  | キシナウ、スタディオヌル・モルドバ                     | モルドバ           | 0–2    | 0–2  | UEFA EURO 2016予選                    |
| 54 | 2015年3月31日  | ソルナ、フレンズ・アレーナ                             | イラン             | 1–0    | 3–1  | 親善試合                              |
| 55 | 2015年6月14日  | ソルナ、フレンズ・アレーナ                             | モンテネグロ       | 2–0    | 3–1  | UEFA EURO 2016予選                    |
| 56 | 2015年6月14日  | ソルナ、フレンズ・アレーナ                             | モンテネグロ       | 3–0    | 3–1  | UEFA EURO 2016予選                    |
| 57 | 2015年9月7日   | ソルナ、フレンズ・アレーナ                             | オーストリア       | 1–4    | 1–4  | UEFA EURO 2016予選                    |
| 58 | 2015年10月9日  | ファドゥーツ、ラインパーク・シュタディオン             | リヒテンシュタイン | 0–2    | 0–2  | UEFA EURO 2016予選                    |
| 59 | 2015年10月12日 | ソルナ、フレンズ・アレーナ                             | モルドバ           | 1–0    | 2–0  | UEFA EURO 2016予選                    |
| 60 | 2015年11月13日 | ソルナ、フレンズ・アレーナ                             | デンマーク         | 2–0    | 2–1  | UEFA EURO 2016予選プレーオフ          |
| 61 | 2015年11月17日 | コペンハーゲン、パルケン・スタディオン                 | デンマーク         | 0–1    | 2–2  | UEFA EURO 2016予選プレーオフ          |
| 62 | 2015年11月17日 | コペンハーゲン、パルケン・スタディオン                 | デンマーク         | 0–2    | 2–2  | UEFA EURO 2016予選プレーオフ          |

## タイトル

### クラブ
アヤックス
- エールディヴィジ：2回（2001-02, 2003-04）
- KNVBカップ：1回（2001-02）
- ヨハン・クライフ・シャール：1回（2002-03）

ユヴェントス
- セリエA：2回（2004–05, 2005–06）（カルチョ・スキャンダルにより取り消された）

インテルナツィオナーレ
- セリエA：3回（2006-07, 2007-08, 2008-09）
- スーペルコッパ・イタリアーナ：2回（2006, 2008）

バルセロナ
- プリメーラ・ディビシオン：1回（2009-10）
- スーペルコパ・デ・エスパーニャ：2回（2009, 2010）
- UEFAスーパーカップ：1回（2009）
- FIFAクラブワールドカップ：1回（2009）

ミラン
- セリエA：2回（2010-11,2021-22）
- スーペルコッパ・イタリアーナ：1回（2011）

パリ・サンジェルマン
- リーグ・アン：4回（2012-13, 2013-14, 2014-15, 2015-16）
- クープ・ドゥ・フランス：2回（2014-15, 2015-16）
- クープ・ドゥ・ラ・リーグ：3回（2013-14, 2014-15, 2015-16）
- トロフェ・デ・シャンピオン：3回（2013, 2014, 2015）

マンチェスター・ユナイテッド
- FAコミュニティ・シールド：1回（2016）
- フットボールリーグカップ：1回（2016-17）
- UEFAヨーロッパリーグ：1回（2016-17）

### 個人
- UEFAチーム・オブ・ザ・イヤー：（2007, 2009, 2013, 2014）
- グルドボレン：（2005, 2007, 2008, 2009, 2010, 2011, 2012, 2013, 2014, 2015, 2016, 2020）
- セリエA最優秀外国人選手：（2005, 2008, 2009, 2011）
- セリエA最優秀選手：（2008, 2009, 2011）
- カポカンノニエーレ：（2008-09, 2011-12）
- ゴールデンフット賞：（2012）
- FIFAプスカシュ賞：（2013）
- リーグ・アン年間最優秀選手賞：（2012-13, 2013-14, 2015-16）
- リーグ・アン得点王：（2012-13, 2013-14, 2015-16）
- MLS年間最優秀ニューカマー賞：（2018）
- MLSベストイレブン：（2018, 2019）
- イェリング賞（スウェーデン語版）：（2007）[120]

## 著書
- 『I AM ZLATAN ズラタン・イブラヒモビッチ自伝』（2012年12月、東邦出版）ISBN 978-4809410765
- 『アドレナリン ズラタン・イブラヒモビッチ自伝 40歳の俺が語る、もう一つの物語 （footballista）』（2022年7月、ソル・メディア）ISBN 978-4905349655